# Anton Pfitzer

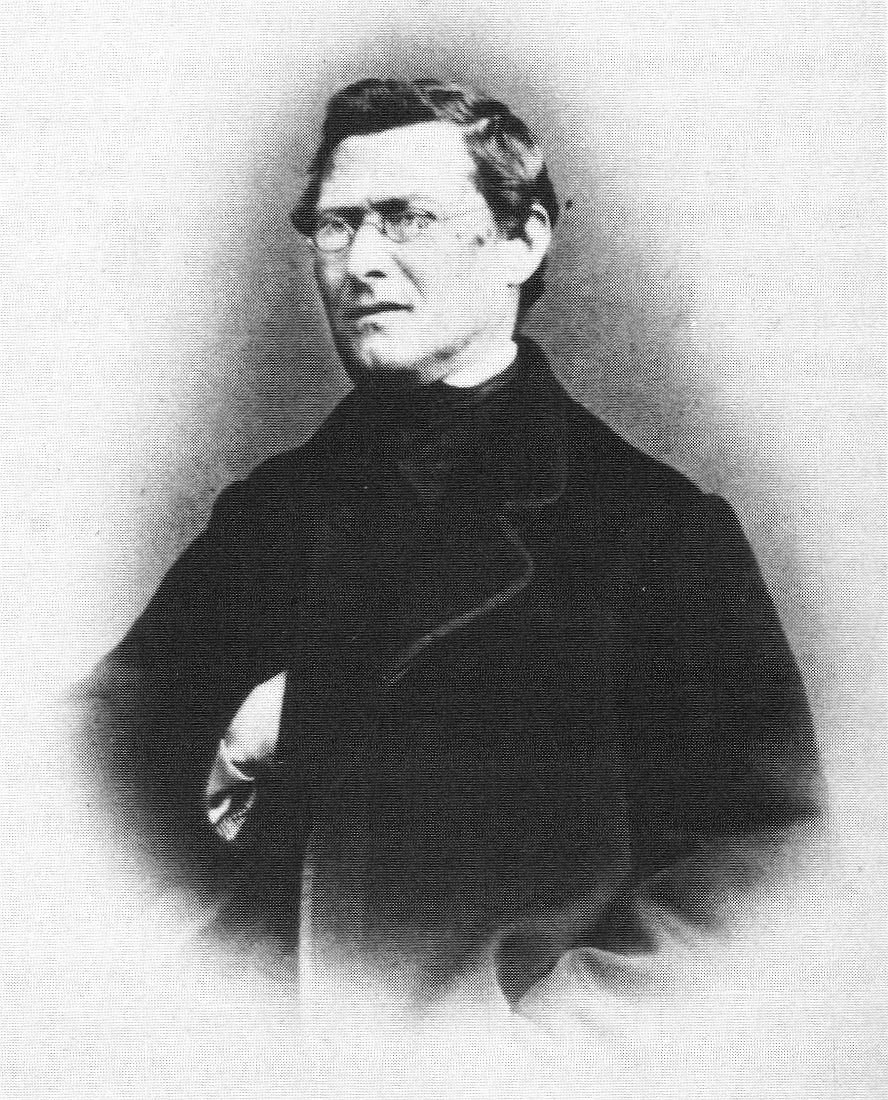
Anton Pfitzer

Anton Pfitzer (* 16. August 1818 in Schrezheim bei Ellwangen; † 11. März 1892 in Schwäbisch Gmünd) war ein deutscher katholischer Geistlicher und Heimatforscher.

## Leben
Pfitzer studierte Theologie und Kunstgeschichte in Tübingen, wo er Mitglied der Studentenverbindung Elvacia wurde. Er erhielt 1844 die Priesterweihe. Ab 1848 wirkte er in Schwäbisch Gmünd als Kaplan in der Franziskanerkirche und St. Leonhard. Zudem war er Hauspfarrer im Frauengefängnis Gotteszell. 1857 gab Pfitzer den Anstoß für die Gründung des örtlichen Katholischen Gesellenvereins, des heutigen Kolpingvereins. Er war bis 1860 dessen Präses. Am 16. Mai 1876 wurde Pfitzer zum katholischen Stadtpfarrer ernannt. Er hat sich besondere Verdienste bei der Restaurierung der Gmünder Kirchen (vor allem des Münsters und der Johanniskirche von 1869 bis 1880) erworben.
Neben seinem Vorsitz im Gesellenverein war Pfitzer Präses des Piusvereins sowie Vorstand des Vincentiusvereins und des Vereins für entlassene Strafgefangene. Weitere Ehrenämter bekleidete er unter anderem in der Kommission für das Schulhausbauwesen, im Stiftungsrat, Ortsschulrat und dem Verwaltungsrat für das Blindenasyl.
Pfitzers heimatkundliches Hauptwerk ist eine 1888 veröffentlichte Monographie über die Gmünder Johanniskirche. Seine wichtigsten Veröffentlichungen als Theologe waren eine Sammlung in Schwäbisch Gmünd gehaltener Predigten und ein Werk zur Krankenhausseelsorge.

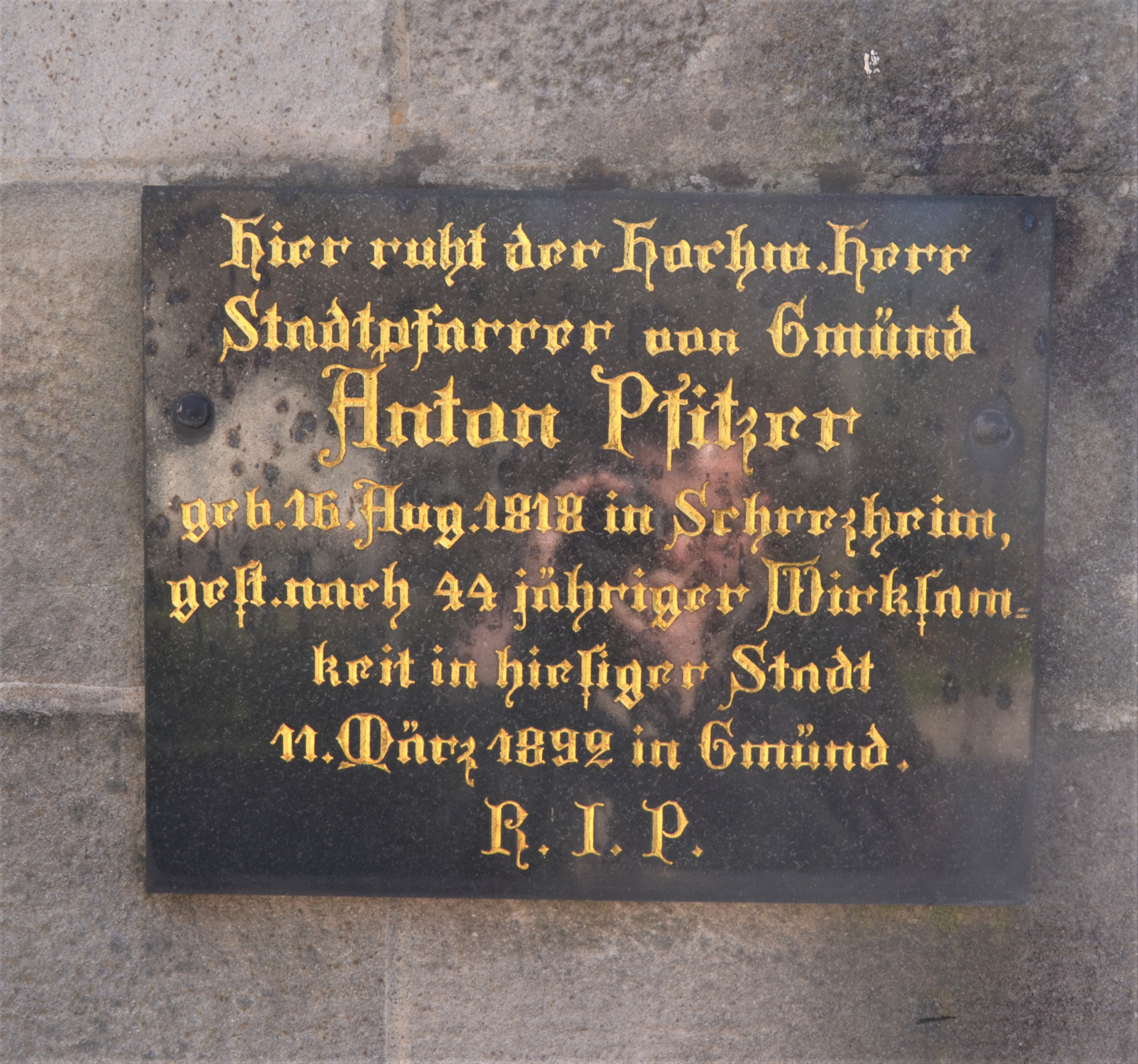
Grabplatte an der Friedhofsmauer am Leonhardsfriedhof (2020)

Durch die Gicht war Pfitzer in seinen letzten Lebensjahren auf den Rollstuhl angewiesen. Er wurde auf dem Leonhardsfriedhof in Schwäbisch Gmünd beigesetzt.

## Ehrungen
- 1890 wurde Pfitzer zum Ehrenbürger von Schwäbisch Gmünd ernannt.
- Die Pfitzerstraße in Schwäbisch Gmünd wurde nach ihm benannt.[2]
- In der zweiten südlichen Chorkapelle des Heilig-Kreuz-Münsters erinnert eine Gedenktafel an Anton Pfitzer.[3]